# Elymus tibeticus
Elymus tibeticus är en gräsart som först beskrevs av Aleksandre Melderis, och fick sitt nu gällande namn av Gurcharan Singh. Elymus tibeticus ingår i släktet elmar, och familjen gräs.
Artens utbredningsområde är Tibet. Inga underarter finns listade i Catalogue of Life.